# Cuterebra grisea
Cuterebra grisea är en tvåvingeart som beskrevs av Daniel William Coquillett 1904. Cuterebra grisea ingår i släktet Cuterebra och familjen styngflugor. Inga underarter finns listade i Catalogue of Life.